# أرنولد شو
أرنولد شو (بالإنجليزية: Arnold Shaw)‏ هو سياسي بريطاني (وحمل سابقاً جنسية المملكة المتحدة لبريطانيا العظمى وأيرلندا)، ولد في 12 يوليو 1909، وتوفي في 27 يونيو 1984. حزبياً، نشط في حزب العمال. في الانتخابات العامة في المملكة المتحدة 1966 ‏، انتخب عضو البرلمان الرابع والأربعون للمملكة المتحدة عن دائرة إلفورد الجنوبية (31 مارس 1966 – 29 مايو 1970) وفي الانتخابات العامة في المملكة المتحدة فبراير 1974 ‏، انتخب عضو البرلمان السادس والأربعون للمملكة المتحدة عن دائرة إلفورد الجنوبية خلال فترته النيابية ‏ (28 فبراير 1974 – 20 سبتمبر 1974) وفي الانتخابات العامة في المملكة المتحدة أكتوبر 1974 ‏، انتخب عضو البرلمان السابع والأربعون للمملكة المتحدة عن دائرة إلفورد الجنوبية خلال فترته النيابية ‏ (10 أكتوبر 1974 – 7 أبريل 1979).